# Badminton 2008
Höhepunkte des Badmintonjahres 2008 waren das olympische Badmintonturnier, der Thomas Cup und der Uber Cup. Vom 12. bis zum 20. April wurde im dänischen Herning die Europameisterschaft im Badminton ausgetragen. Im Einzel gewinnen Peter Gade, Dänemark, bei den Herren und die Deutsche Xu Huaiwen bei den Damen. Den Teamwettbewerb kann Dänemark für sich entscheiden und so mit drei Goldmedaillen auch den Medaillenspiegel klar vor England anführen.
== BWF Super Series ==
| Veranstaltung              | Herreneinzel     | Dameneinzel    | Herrendoppel                         | Damendoppel                  | Mixed                                       |
| -------------------------- | ---------------- | -------------- | ------------------------------------ | ---------------------------- | ------------------------------------------- |
| Malaysia Super Series      | Lee Chong Wei    | Tine Rasmussen | Markis Kido Hendra Setiawan          | Yang Wei Zhang Jiewen        | He Hanbin Yu Yang                           |
| Korea Open Super Series    | Lee Hyun-il      | Zhou Mi        | Fu Haifeng Cai Yun                   | Du Jing Yu Yang              | Lee Yong-dae Lee Hyo-jung                   |
| All England Super Series   | Chen Jin         | Tine Rasmussen | Jung Jae-sung Lee Yong-dae           | Lee Hyo-jung Lee Kyung-won   | Zheng Bo Gao Ling                           |
| Swiss Open Super Series    | Lin Dan          | Xie Xingfang   | Jung Jae-sung Lee Yong-dae           | Yang Wei Zhang Jiewen        | He Hanbin Yu Yang                           |
| Singapore Super Series     | Lee Chong Wei    | Tine Rasmussen | Zakry Abdul Latif Fairuzizuan Tazari | Du Jing Yu Yang              | Nova Widianto Liliyana Natsir               |
| Indonesia Super Series     | Sony Dwi Kuncoro | Zhu Lin        | Zakry Abdul Latif Fairuzizuan Tazari | Vita Marissa Liliyana Natsir | Zheng Bo Gao Ling                           |
| Japan Super Series         | Sony Dwi Kuncoro | Wang Yihan     | Lars Paaske Jonas Rasmussen          | Cheng Shu Zhao Yunlei        | Muhammad Rizal Vita Marissa                 |
| China Masters Super Series | Sony Dwi Kuncoro | Zhou Mi        | Markis Kido Hendra Setiawan          | Cheng Shu Zhao Yunlei        | Xie Zhongbo Zhang Yawen                     |
| Denmark Super Series       | Peter Gade       | Wang Lin       | Markis Kido Hendra Setiawan          | Wong Pei Tty Chin Eei Hui    | Joachim Fischer Nielsen Christinna Pedersen |
| French Super Series        | Peter Gade       | Wang Lin       | Markis Kido Hendra Setiawan          | Du Jing Yu Yang              | He Hanbin Yu Yang                           |
| China Open Super Series    | Lin Dan          | Jiang Yanjiao  | Jung Jae-sung Lee Yong-dae           | Zhang Yawen Zhao Tingting    | Lee Yong-dae Lee Hyo-jung                   |
| Hong Kong Super Series     | Chen Jin         | Wang Chen      | Jung Jae-sung Lee Yong-dae           | Zhang Yawen Zhao Tingting    | Xie Zhongbo Zhang Yawen                     |
| Super Series Finale        | Lee Chong Wei    | Zhou Mi        | Koo Kien Keat Tan Boon Heong         | Chin Eei Hui Wong Pei Tty    | Thomas Laybourn Kamilla Rytter Juhl         |

== BWF Grand Prix ==
| Veranstaltung           | Herreneinzel            | Dameneinzel            | Herrendoppel                       | Damendoppel                                | Mixed                                       |
| ----------------------- | ----------------------- | ---------------------- | ---------------------------------- | ------------------------------------------ | ------------------------------------------- |
| India Open              | Boonsak Ponsana         | Zhou Mi                | Guo Zhendong Xie Zhongbo           | Chien Yu-chin Cheng Wen-hsing              | He Hanbin Yu Yang                           |
| Europameisterschaft     | Kenneth Jonassen        | Xu Huaiwen             | Lars Paaske Jonas Rasmussen        | Kamilla Rytter Juhl Lena Frier Kristiansen | Anthony Clark Donna Kellogg                 |
| Thailand Open           | Lin Dan                 | Xie Xingfang           | Cai Yun Fu Haifeng                 | Yang Wei Zhang Jiewen                      | Xie Zhongbo Zhang Yawen                     |
| Chinese Taipei Open     | Simon Santoso           | Saina Nehwal           | Mathias Boe Carsten Mogensen       | Chien Yu-chin Cheng Wen-hsing              | Devin Lahardi Fitriawan Lita Nurlita        |
| Macau Open              | Taufik Hidayat          | Zhou Mi                | Koo Kien Keat Tan Boon Heong       | Cheng Shu Zhao Yunlei                      | Xu Chen Zhao Yunlei                         |
| Dutch Open              | Andre Kurniawan Tedjono | Yao Jie                | Fran Kurniawan Rendra Wijaya       | Lena Frier Kristiansen Kamilla Rytter Juhl | Joachim Fischer Nielsen Christinna Pedersen |
| German Open             | Lee Hyun-il             | Jun Jae-youn           | Lee Jae-jin Hwang Ji-man           | Lee Kyung-won Lee Hyo-jung                 | Lee Yong-dae Lee Hyo-jung                   |
| US Open                 | Andrew Dabeka           | Lili Zhou              | Howard Bach Khankham Malaythong    | Chang Li-yng Hung Shih-chieh               | Halim Haryanto Grace Peng Yun               |
| Bitburger Open          | Chetan Anand            | Maria Febe Kusumastuti | Mathias Boe Carsten Mogensen       | Helle Nielsen Marie Røpke                  | Valiyaveetil Diju Jwala Gutta               |
| Panamerikameisterschaft | David Snider            | Claudia Rivero         | Toby Ng William Milroy             | Cristina Aicardi Claudia Rivero            | William Milroy Fiona McKee                  |
| Bulgaria Open           | Joachim Persson         | Petya Nedelcheva       | Mathias Boe Carsten Mogensen       | Jwala Gutta Shruti Kurien                  | Valiyaveetil Diju Jwala Gutta               |
| Russian Open            | Dicky Palyama           | Ella Diehl             | Vitaliy Durkin Alexandr Nikolaenko | Valeria Sorokina Nina Vislova              | Alexandr Nikolaenko Valeria Sorokina        |
| New Zealand Open        | Lee Tsuen Seng          | Zhou Mi                | Chen Hung-ling Lin Yu-lang         | Chien Yu-chin Chou Chia-chi                | Chen Hung-ling Chou Chia-chi                |
| Vietnam Open            | Nguyễn Tiến Minh        | Zhang Beiwen           | Choong Tan Fook Lee Wan Wah        | Shendy Puspa Irawati Meiliana Jauhari      | Tontowi Ahmad Shendy Puspa Irawati          |

==Veranstaltungen==
| - 15. Januar – 20. Januar Malaysia Open - 22. Januar – 27. Januar Korea Open - 24. Januar – 27. Januar Swedish International Stockholm - 12. Februar – 17. Februar Europameisterschaft Teams - 20. Februar – 23. Februar Austrian International - 26. Februar – 2. März German Open - 11. März – 16. März Swiss Open Super Series 2008 - 1. April – 6. April India Open Grand Prix Gold - 3. April – 6. April Finnish International - 12. April – 20. April Europameisterschaft - 15. April – 20. April Asienmeisterschaft - 24. April – 27. April Dutch International - 4. Mai – 11. Mai Welthochschulmeisterschaften - 11. Mai – 18. Mai Finale Thomas Cup und Uber Cup - 15. Mai – 18. Mai Slovenian International - 22. Mai – 25. Mai Spanish International - 28. Mai – 1. Juni Le Volant d’Or de Toulouse - 10. Juni – 15. Juni Singapur Open - 11. Juni – 15. Juni EBU Circuit Finale - 17. Juni – 22. Juni Indonesia Open - 24. Juni – 29. Juni Thailand Open - 9. August – 17. August Olympia - 4. September – 7. September Belgian International - 16. September – 21. September Japan Open | - 9. September – 14. September Chinese Taipei Open - 25. September – 28. September Czech International - 23. September – 28. September China Masters - 29. September – 4. Oktober Senioreneuropameisterschaft - 30. September – 5. Oktober Bitburger Open - 30. September – 5. Oktober Macau Open - 1. Oktober – 5. Oktober Panamerikameisterschaft - 2. Oktober – 5. Oktober Bulgarian International - 5. Oktober – 12. Oktober Bulgaria Open - 9. Oktober – 12. Oktober Cyprus International - 14. Oktober – 19. Oktober Dutch Open - 21. Oktober – 26. Oktober Denmark Open - 24. Oktober – 2. November Juniorenweltmeisterschaften - 28. Oktober – 2. November French Open - 30. Oktober – 2. November Hungarian International - 1. Dezember – 6. Dezember Bahrain International - 2. Dezember – 7. Dezember Vietnam Open - 4. Dezember – 7. Dezember Irish Open - 4. Dezember – 7. Dezember South Africa International - 9. Dezember – 12. Dezember Italian International - 17. Dezember – 21. Dezember Greece International - 18. Dezember – 21. Dezember BWF Super Series Finale - 27. Dezember – 29. Dezember Copenhagen Masters |